# 1887 en Ontario
Chronologie de l'Ontario
- 1883
- 1884
- 1885
- 1886
- 1887
- 1888
- 1889
- 1890
- 1891

Cette page concerne des événements d'actualité qui se sont produits durant l'année 1887 dans la province canadienne de l'Ontario.

## Politique
- Premier ministre : Oliver Mowat (Parti libéral).
- Chef de l'Opposition: William Ralph Meredith (Parti conservateur)
- Lieutenant-gouverneur: John Beverley Robinson (en) puis Alexander Campbell
- Législature: 6e (en)

## Événements

### Février
- 22 février : les élections fédérales sont de nouveau remportées par le Parti conservateur de John A. Macdonald, qui obtient 122 députés (y compris 26 libéral-conservateurs) contre 80 libéraux de l'ancien premier ministre provincial Edward Blake, 6 libéral indépendants (en), 3 conservateur indépendants, 2 nationaliste-conservateur et 1 indépendants. En Ontario, le résultat est de 54 conservateurs (y compris 9 libéral-conservateurs), 37 libéraux et 1 libéral indépendant.

### Avril
- 2 avril : le conservateur Henry Cargill (en) est réélu député fédéral de Bruce-Est face à son adversaire du libéral Richard Truax.
- 20 avril : le conservateur Adam Hudspeth (en) est réélu député fédéral de Victoria-Sud face à son adversaire du libéral William Needler.
- 23 avril : ouverture de l'Université McMaster à Hamilton fondé par le sénateur et premier président de la Banque canadienne impériale de commerce William McMaster (en).

### Juin
- 2 juin : prétextant un mauvais état de santé, Edward Blake annonce qu'il quitte le poste du chef du Parti libéral du Canada. Six jours plus tard, le député de Québec-Est Wilfrid Laurier lui succède.
- 14 juin : le député libéral fédéral de Renfrew-Sud Robert Campbell est décédé en fonction à l'âge de 69 ans.

### Juillet
- 1er juillet : Alexander Campbell succède à John Beverley Robinson (en) au poste de lieutenant-gouverneur.

### Août
- 2 août : l'indépendant conservateur John Ferguson est élu député fédéral de Renfrew-Sud à la suite de la mort du libéral Robert Campbell le 14 juin dernier.

### Octobre
- 19 octobre : le libéral James Rowand (en) est élu député fédéral de Bruce-Ouest à la suite de la démission d'Edward Blake, du même parti, pour siéger à Durham-Ouest.

### Novembre
- 12 novembre : le conservateur Walter Humphries Montague est réélu député fédéral de Haldimand face à son adversaire du libéral Charles Wesley Colter.

### Décembre
- 22 décembre : le conservateur Edward Cochrane (en) est élu député fédéral de Northumberland-Est à la suite de la démission du libéral Albert Elhanon Mallory (en) pour sa réélection

## Naissances
- 20 février : Vincent Massey, premier à être né au Canada à devenir le gouverneur général du Canada († 30 décembre 1967).
- 4 juin : Tom Longboat, coureur († 9 janvier 1949).
- 27 septembre : George Poulin, joueur de hockey sur glace († 3 mai 1971).
- 14 octobre : Frances Loring (en), sculpteur († 5 février 1968).

## Décès
- 14 juin : Robert Campbell, député fédéral de Renfrew-Sud (1882-1887) (° 20 mars 1818).
- 25 juin : Matthew Crooks Cameron (en), chef du Parti conservateur de l'Ontario (1871-1878) (° 2 octobre 1822).
- 22 septembre : William McMaster (en), premier président de la Banque canadienne impériale de commerce, fondateur de l'Université McMaster et sénateur de Midland (1867-1887) (° 24 décembre 1811).